# Jorgo Papingji
Jorgo Papingji, född 10 juni 1942 i Vlora i västra Albanien, död 21 mars 2024, var en albansk låtskrivare, författare och poet känd för sina framgångsrika bidrag till Festivali i Këngës. Papingji har skrivit 5 vinnarbidrag i Festivali i Këngës, varav ett bidrag till Eurovision Song Contest. Han tilldelades orden Mjeshtri i madh, som tilldelas framstående albaner. Papingji skrev över 4000 låttexter.

## Karriär
Papingji började med skrivandet och poesi i tidig ålder. Hans första publicerade skrift utkom i tidskriften Zëri i rinisë (ungdomens röst). Papingji skrev sitt första bidrag till Festivali i Këngës 13:e upplaga. 1990 skrev han sitt första vinnarbidrag. I Festivali i Këngës 29 framförde sångerskan Anita Bitri låten "Ashkush s'do ta besojë" (Dashuri e parë) som hon vann hela tävlingen med. Låten hade komponerats av Flamur Shehu. 1993 stod Papingji bakom operasångerskan Manjola Nallbanis tredje segerbidrag i tävlingen, "Kur e humba një dashuri". 6 år senare vann Papingjis andra bidrag tävlingen då Aurela Gaçe vann tävlingen med "S'jam tribu". Två år senare återupprepade Gaçe bedriften med ännu en låt skriven av Jorgo Papingji, "Jetoj". 2005 skrev han låten "E dua këngën" (Ku t'a gjëj unë këngën) framförd av Evis Mula i Festivali i Këngës 44. Med låten slutade hon på tredje plats i finalen.
2009 skrev han låten "Në pasqyrë" som Anjeza Shahini, Albaniens första representant i Eurovision Song Contest, kom tvåa med i Festivali i Këngës 48. 2012 skrev Papingji, tillsammans med musik av Genti Lako, låten "Kush ta dha këtë emër", som Hersiana Matmuja slutade trea i Festivali i Këngës 51 med.
Papingjis senaste vinnarbidrag i tävlingen blev låten "Zemërimi i një natë", framförd av Hersiana Matmuja och med musik av Genti Lako, i Festivali i Këngës 52 i december 2013. Låten blev därmed Papingjis första bidrag till Eurovision Song Contest. 
Utöver sina låtar i Festivali i Këngës, skrev Papingji även låten "Vetëm një fjalë" (bara ett ord) som Elsa Lila vann Kënga Magjike 1999 med.

## Diskografi

### Festivali i Këngës-bidrag (urval)
- 1980 – "Kur jemi bashkë të dy" (framförd av Luan Zhegu, trea)
- 1990 – "Askush s'do ta besojë" (framförd av Anita Bitri, vinnare)
- 1991 – "Fat dhë jetë" (framförd av Anita Bitri)
- 1993 – "Kur e humba një dashuri" (framförd av Manjola Nallbani, vinnare)
- 1993 – "Rri me mua" (framförd av Mira Konçi, trea)
- 1994 – "I thuaj jo" (framförd av Ardit Gjebrea, trea)
- 1995 – "E doni dashurinë" (framförd av Luan Zhegu och Ledina Çelo, tvåa)
- 1999 – "S'jam tribu" (framförd av Aurela Gaçe, vinnare)
- 1999 – "Apokalipsi" (framförd av Irma Libohova och Eranda Libohova, tvåa)
- 2001 – "Jetoj" (framförd av Aurela Gaçe, vinnare)
- 2004 – "Hëna dhe yjët dashurojnë" (framförd av Luiz Ejlli, tvåa)
- 2005 – "E dua këngën" (framförd av Evis Mula, trea)
- 2007 – "Po lind një yll" (framförd av Rosela Gjylbegu, trettonde)
- 2009 – "Në pasqyrë" (framförd av Anjeza Shahini, tvåa)
- 2010 – "Mirëmbrëma ëngjëlli im" (framförd av Dorina Garuci, sexa)
- 2011 – "Këngën time merr vehtë" (framförd av Bashkim Alibali, fjortonde)
- 2011 – "Më ler të të dua" (framförd av Mariza Ikonomi, elva)
- 2012 – "Kush ta dha këtë emër" (framförd av Hersiana Matmuja, trea)
- 2013 – "Zemërimi i një natë" (framförd av Hersiana Matmuja, vinnare)
- 2014 – "Vetëm të ti bësoj" (framförd av Klajdi Musabelliu)

### Kënga Magjike-bidrag
- 1999 – "Vetëm një fjalë" (framförd av Elsa Lila, vinnare)

### Eurovision Song Contest-bidrag
- 2014 – "One Night's Anger" (framförd av Hersiana Matmuja)

### Junior Eurovision Song Contest-bidrag
- 2012 – "Kam një këngë vetëm për ju" (framförd av Igzidora Gjeta)